# Maldegem
Maldegem é um município belga situado na província de Flandres Oriental. O município está dividido em três deelgemeenten: Maldegem, Adegem e Middelburg. Em 1 de Julho de 2006, o município tinha uma população de 22.336 habitantes, uma área total de 94,64 km² e uma densidade populacional de 236 habitantes por km².

## Divisão administrativa
O município encontra-se subdividido em três deelgemeenten:
- Maldegem
- Adegem
- Middelburg (Bélgica)

O município tem fronteira com as seguintes localidades:
- a. Sint-Laureins;
- b. Eeklo;
- c. Oostwinkel (Zomergem);
- d. Ursel (Knesselare);
- e. Knesselare;
- f. Oedelem (Beernem);
- g. Sijsele (Damme (Bélgica));
- h. Moerkerke (Damme (Bélgica));
- i. Lapscheure (Damme (Bélgica))

## Mapa

Localidades vizinhas do município de Maldegem. As zonas amareladas são urbanas.

### Tabela
| #          | Nome                            | Área (km²) | População (31/12/2006)    |
| ---------- | ------------------------------- | ---------- | ------------------------- |
| I (IV) (V) | Maldegem -Maldegem -Kleit -Donk | 61,08      | 15.779 12.085 2.634 1.060 |
| II         | Adegem                          | 27,70      | 5.977                     |
| III        | Middelburg                      | 5,86       | 591                       |

## Evolução demográfica
Opm:Fonte:NIS

## Habitantes famosos
- Joanna Courtmans (1811-1890), escritora

## Cidades-gémeas
- Ermont,  França
- Lampertheim,  Alemanha
- Wierden,  Países Baixos
- Adria,  Itália